# 伊沢正名
伊沢 正名（いざわ まさな、1950年 - ）は、茨城県生まれの日本の写真家。いわゆる隠花植物の撮影を専門に行っている自然写真家である。

## 来歴
高校生時代に自然保護運動に加わったことを契機に独学で撮影術を身につけ、自然写真の道に入る。微小な被写体を自然光の長時間露光で撮影することを得意とし、コケ植物、キノコ、変形菌の美を紹介してきた。被写界深度の深い彼の写真は図鑑にも多用されている。
また、本来、土に還るべき大便が、自然のサイクルから排除されていることに義憤を感じ、1974年から意識的野糞をはじめ、1999年には野糞率100%を達成。その後、1000日連続野糞を企図するが急な腹痛で一旦断念。再起し、2003年に1000日連続野糞を達成。2005年には2000日連続野糞達成。2008年には3000日連続野糞達成。その後も記録は伸び続けたが、2013年の7月15日に都内でお腹を壊して駅のトイレを使用し、約13年間で連続野糞記録は途絶えた。2007年からは土に埋めた大便が完全に土に還るまでの過程を、掘り返して詳細に確認、記録する「野糞掘り返し調査」を実施した。なお、排便後の処理は、紙は使用せずに水と葉っぱを使用する「伊沢流インド式野糞法」を確立している。以前は最後の処理で紙を使用していたが、1990年から紙の使用を完全にやめた。

## 単著
- 『科学のアルバム キノコの世界』（あかね書房　1977年）
- 『森の魔術師たち』（朝日新聞社　1983年）
- 『日本変形菌類図鑑』（平凡社　1995年）
- 『くう・ねる・のぐそ　自然に「愛」のお返しを』（山と溪谷社　2008年）
- 『「糞土思想」が地球を救う 葉っぱのぐそをはじめよう』（山と溪谷社　2013年）

## 共著
- 『日本のきのこ』（写真撮影を担当　山溪カラー名鑑　山と溪谷社　1988年）
- 『きのこ』（写真撮影を担当　山溪フィールドブックス　山と溪谷社　1994年）
- 『日本の野生植物　シダ』（平凡社）